# Schlacht in Lothringen
Die Schlacht in Lothringen fand zu Beginn des Ersten Weltkriegs im August 1914 zwischen französischen und deutschen Truppen in Lothringen statt. Nachdem die Franzosen gemäß dem Plan XVII eine Offensive in das Reichsland Elsass-Lothringen eröffnet hatten, gingen die Deutschen zum Gegenangriff über.

## Vorgeschichte

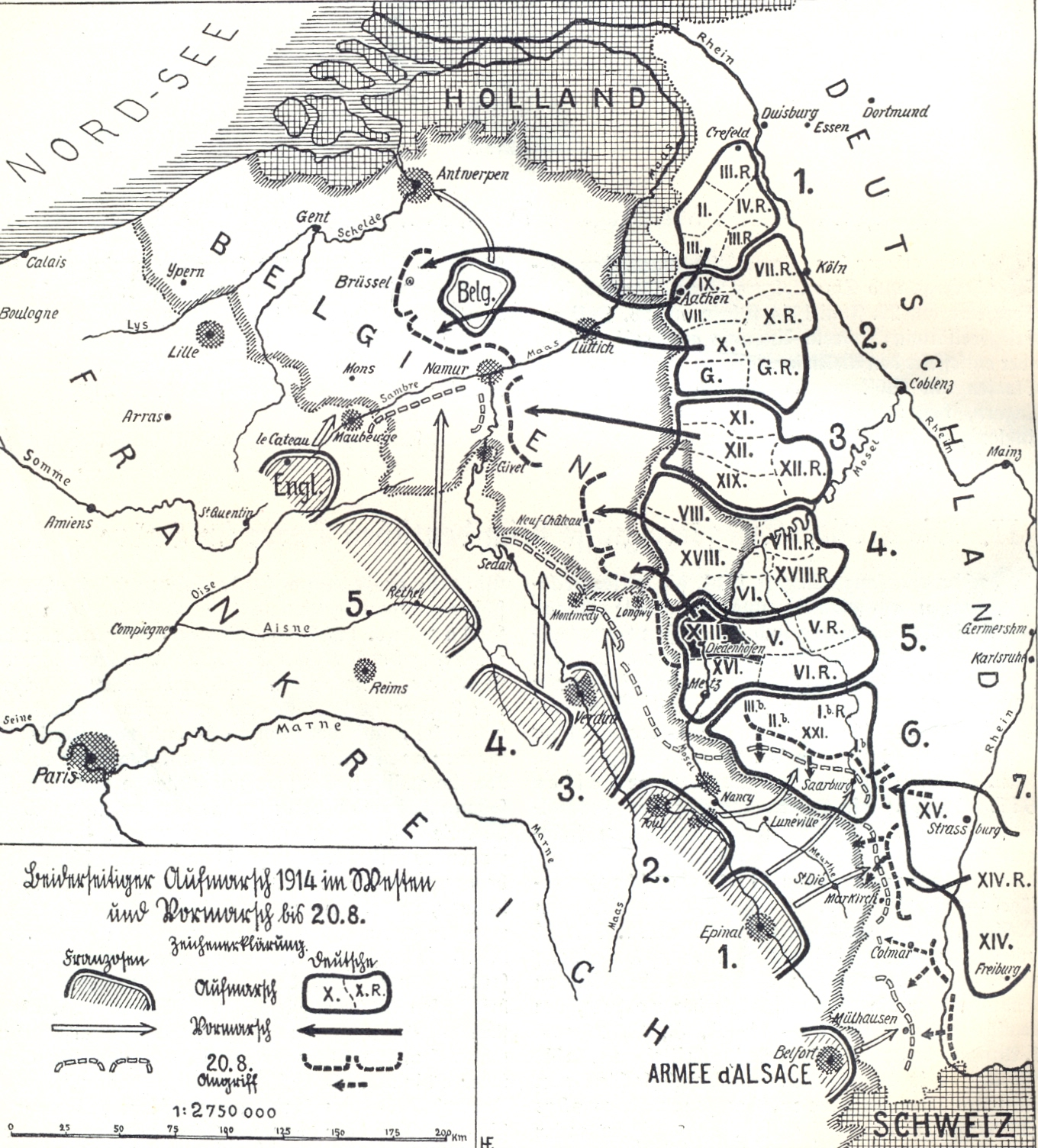
Beiderseitiger Aufmarsch im Westen bis zum 20. August

In seinem Feldzugsplan von 1905 (Schlieffen-Plan) hatte der damalige Chef des Preußischen Generalstabs Alfred von Schlieffen für den linken deutschen Flügel nur eine schwache Deckungsarmee von 4,5 Armeekorps (9 Divisionen) vorgesehen. Der rechte Flügel mit der Hauptmacht des deutschen Feldheeres (36 Armeekorps) sollte durch Belgien vorrücken, dann nach Süden schwenken, Paris einschließen und den an der deutsch-französischen Grenze zwischen Metz und der schweizerischen Grenze stehenden französischen Hauptkräften in den Rücken fallen. Schlieffen bezeichnete es damals als „Liebesdienst“ der Franzosen, wenn diese ihrerseits zu einem Angriff gegen den linken deutschen Flügel antreten und in Richtung Rhein vorstoßen würden.
Schlieffens Plan wurde von seinem Nachfolger Helmuth von Moltke weitgehend übernommen. Der endgültige, 1912 vom damaligen Chef der Operationsabteilung Erich Ludendorff ausgearbeitete Aufmarschplan wich aber von Schlieffens ursprünglichem Plan in wesentlichen Teilen stark ab. Der linke deutsche Flügel wurde auf 8 Armeekorps verstärkt und damit im Vergleich zum ursprünglichen Plan fast verdoppelt. Das ist umso ungewöhnlicher, als Ludendorff gleichzeitig einen Angriff auf die belgische Grenzfestung Lüttich mit teilmobilisierten Truppen schon in den ersten Kriegstagen vorsah. Dieser Angriff würde die Franzosen frühzeitig über die deutschen Absichten in Kenntnis setzen und einen französischen Angriff auf den linken deutschen Flügel umso unwahrscheinlicher machen.

### Aufmarsch

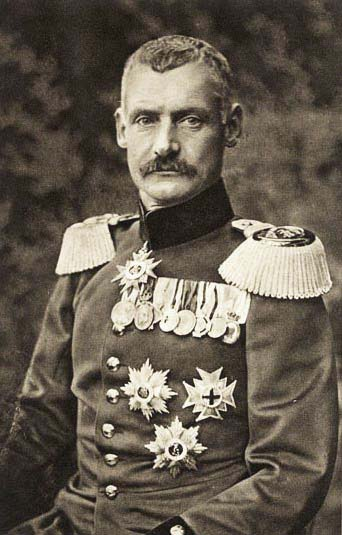
Kronprinz Rupprecht von Bayern

Der Aufmarsch der Truppen begann bereits in den ersten Augusttagen. Mitte August 1914 gliederte sich der linke deutsche Flügel beginnend östlich Metz (von Nord nach Süd):
- 6. Armee (Kronprinz Rupprecht von Bayern) mit dem III. und II. Bayerischen Armee-Korps, dem XXI. Armee-Korps, dem I. Bayerischen Reserve-Korps und der 33. Reserve-Division
- 7. Armee (General von Heeringen) mit dem I. Bayerischen Armee-Korps, dem XIV., XV. Armee-Korps, dem XIV. Reserve-Korps und der 30. Reserve-Division

Den deutschen Truppen gegenüber marschierten auf (von Norden nach Süden):
- französische 2e Armée (General de Castelnau) mit dem XX., XV. und XVI. Armeekorps sowie der 68. und 70. Reservedivision
- französische 1er Armée (General Dubail) mit dem VIII., XIII., XXI. und XIV. Armeekorps
- Armée d’Alsace (General Pau) mit dem VII. Armeekorps, der 58., 66. 63. Reservedivision und der 44. Infanteriedivision

## Verlauf

### Französischer Angriff, Ausweichbewegung der Deutschen
Entgegen der Erwartung der Obersten Heeresleitung ('OHL') erfolgte der Angriff der französischen Hauptkräfte gegen den linken deutschen Flügel nur sehr zögerlich und mit weitaus geringerer Stärke als erhofft. Bis zum 19. August Abends war die 6. deutsche Armee dem französischen Vormarsch auf die Linie Metz–Saarburg ausgewichen und stand damit ca. 30 km hinter der damaligen deutsch-französischen Grenze. Es wurde immer offensichtlicher, dass sich die Franzosen angesichts des deutschen Vormarsches in Belgien und der damit heraufziehenden Gefahr nicht noch tiefer in die ihnen zugedachte Falle hineinziehen lassen würden. Statt jedoch starke deutsche Kräfte aus Lothringen abzuziehen und dem rechten deutschen Flügel als Reserve nachzuführen, wurde die 6. Armee, der auch die 7. Armee unterstellt war, trotz starker zahlenmäßiger Unterlegenheit der Deutschen für einen Angriff eingesetzt, um die Franzosen in einer offenen Feldschlacht zu stellen. Nach dem Ersten Weltkrieg wurde diese Entscheidung in diversen Auseinandersetzungen und Schriften diskutiert und als falsch kritisiert, die Verantwortung dafür wahlweise vor allem der OHL oder Kronprinz Rupprecht angelastet.

### Schlacht zwischen Saarburg und Mörchingen

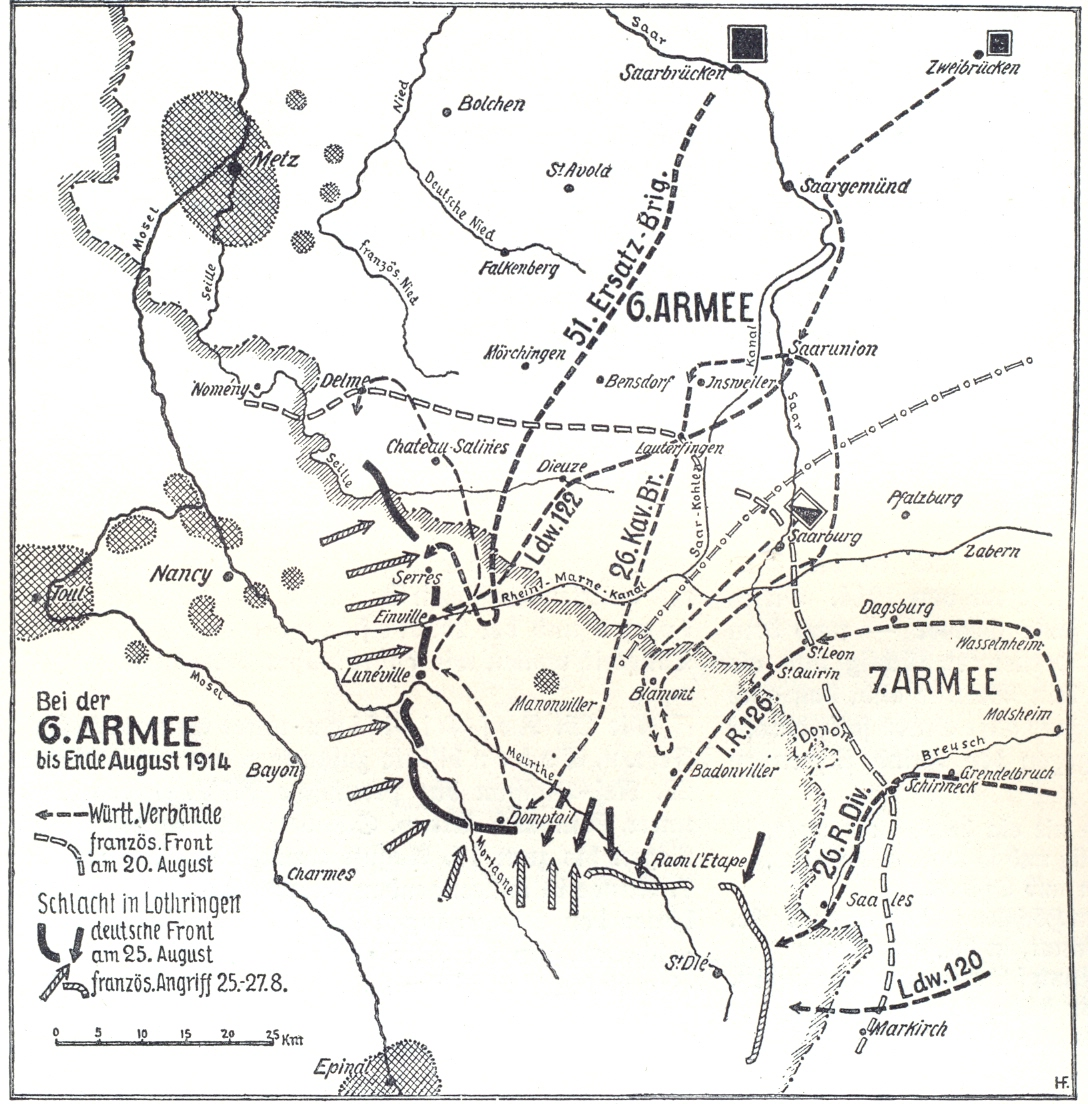
6. Armee August 1914

Der Gegenangriff der deutschen 6. Armee (Rupprecht von Bayern) an der Frontlinie Mörchingen – Dieuze – Saarburg erfolgte in den Morgenstunden des 20. August und traf die französische 2. Armee (Castelnau), die ebenfalls ihrerseits vorrückte, unerwartet. Am rechten Flügel drängte das bayerische II. Korps (General Karl von Martini) bei Delme die französische 70. Reservedivision zurück und nahm Arraincourt. Links davon stoppte das bayerische III. Korps (General Ludwig von Gebsattel) den weiteren Ansturm des französischen 20. Korps (General Foch) auf die Höhen von Morhange. Im Zentrum der 6. Armee warf das XXI. Armee-Korps unter General Fritz von Below im frontalen Vorgehen auf Dieuze das französische XV. Korps (General Espinasse) zurück und gewann schnell an Gelände. Dabei erstürmte die 31. Division (Generalleutnant Albert von Berrer) Vergaville und die 42. Division (Generalleutnant Hasso von Bredow) besetzte Dieuze. Am linken Flügel der 6. Armee brachen das bayerische I. Reserve-Korps (General der Infanterie Karl von Fasbender) und das bayerische I. Armee-Korps (General der Infanterie Oskar von Xylander) den Widerstand des französischen VIII. Korps (General de Castelli) und eroberten Saarburg zurück. Das Korps des Generals Martini durchstieß im Zusammenwirken mit der Festungsreserve von Metz (General der Infanterie von Winterfeld) die Linien der französischen 68. und 70. Reserve-Division im Raum Nomeny und erreichte bis 21. August abends die Linie Delmer Rücken – Fresnes-en-Saulnois.

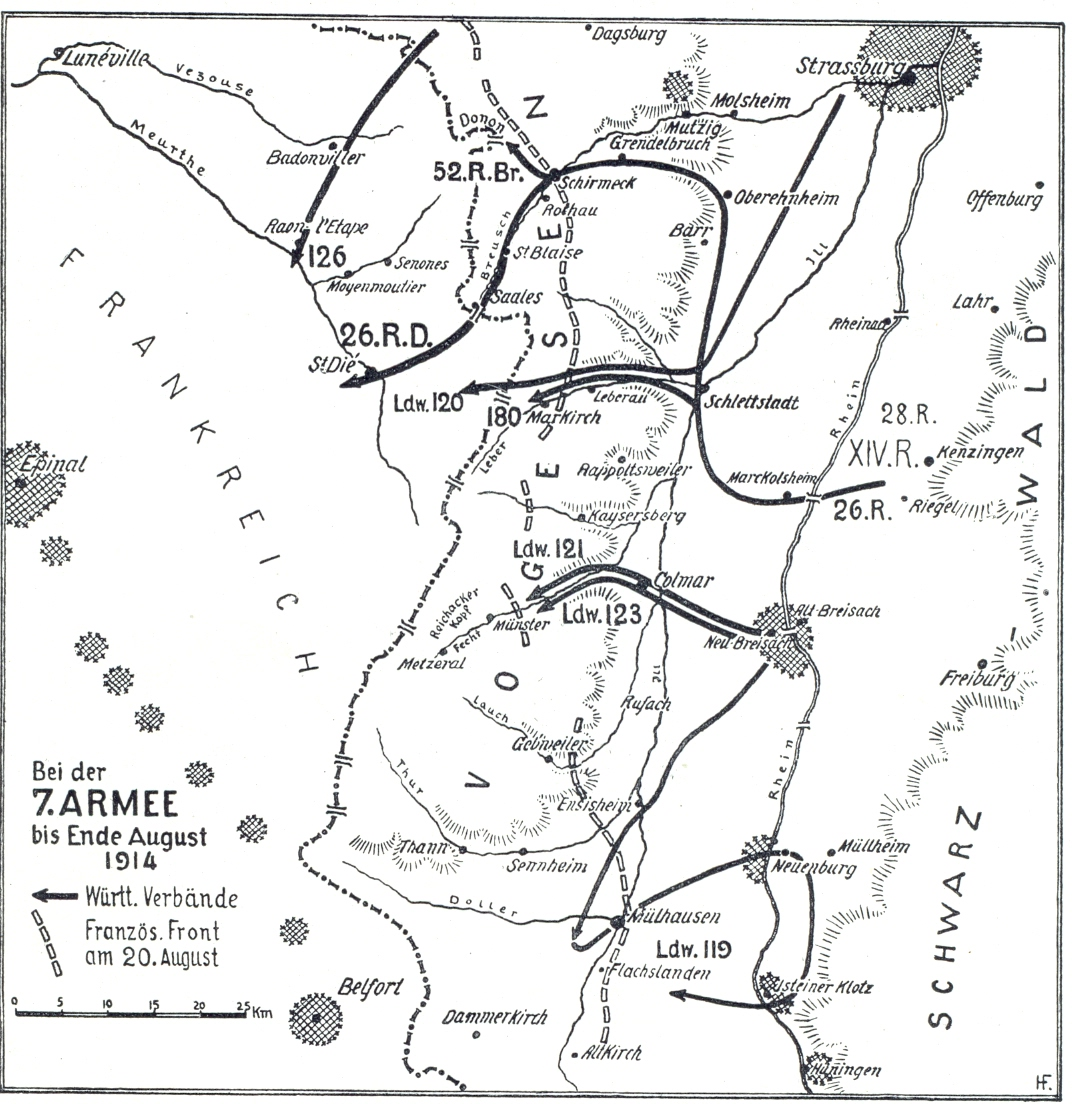
7. Armee August 1914

### Angriff der deutschen 7. Armee
Der Angriff der deutschen 7. Armee verlängerte den deutschen Angriff nach Süden – von Saarburg bis nach Lützelhausen. Der Angriff auf den Donon, den Nordgipfel der Vogesen, mit dem man sich eine Flankenwirkung auf die französische 1. Armee (General Dubail) erhoffte, scheiterte anfangs unter schweren Verlusten. Das deutsche XIV. Armee-Korps (General der Infanterie Ernst von Hoiningen) kämpfte sich am linken Flügel der 7. Armee über Blâmont siegreich bis Baccarat vor, weiter rechts erreichte das XV. Armee-Korps (General der Infanterie Berthold Deimling) Badonviller. Das XIV. Reserve-Korps (General der Artillerie Richard von Schubert), das durch die vorhergehenden Kämpfe im Elsass bereits abgekämpft war, errang im Vorgehen auf Saint-Dié kaum Geländegewinne.

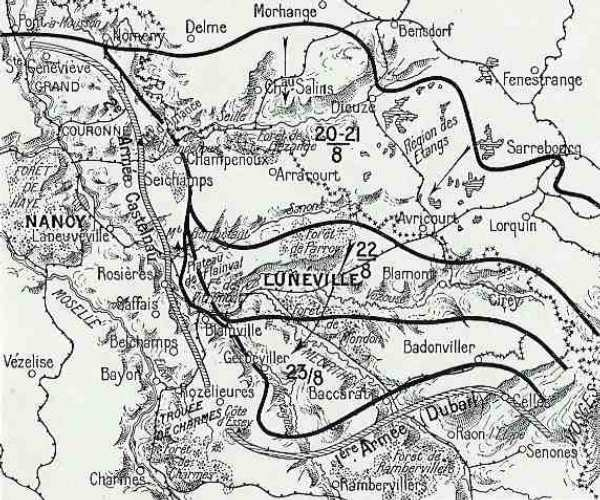
Absetzbewegung der französischen Armee

Bereits am Mittag des 22. August brachen die Franzosen die Schlacht ab und begannen sich auf die Festungskette Nancy – Épinal zurückzuziehen. Das bayerische II. Armee-Korps und das XXI. Armee-Korps verfolgten die Franzosen auf die Linie Lunéville – Blainville – Gerbéviller – St. Pierremont, südlich davon drängten die Korps der Generale Karl von Fasbender und Oskar von Xylander das französische XV. Korps (General Taverna) auf die Linie Avricourt – Blâmont – St. Pole zurück.

## Nachklang

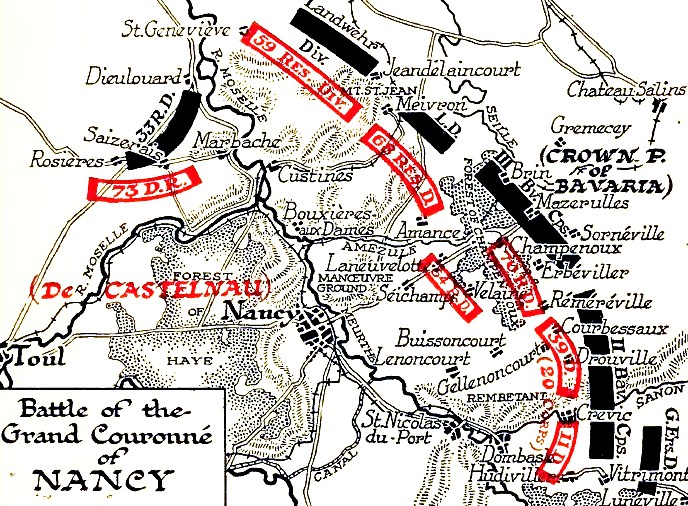
Gegenangriff des französischen XX. Korps bei Nancy, September 1914

Statt nun endgültig den Großteil der Truppen des Kronprinzen herauszuziehen und auf den rechten Flügel zu führen, wo sie immer noch rechtzeitig vor dem Beginn der Schlacht an der Marne eingetroffen wären, befahl die Oberste Heeresleitung der 6. Armee, die Festungskette vor Nancy – Épinal zu durchbrechen. Das erscheint umso erstaunlicher, als man vor dem Krieg ein Durchbrechen dieser Festungskette für unmöglich gehalten und aus diesem Grund die Verletzung der belgischen Neutralität erst in Erwägung gezogen hatte.
Die deutsche 6. Armee verfolgte die französische 2. Armee in Richtung zur Meurthe, wurde aber ihrerseits am 25. August durch einen starken Gegenangriff des französischen XX. Korps unter General Ferdinand Foch überrascht. Der Versuch der 6. Armee, in der Schlacht an der Trouée de Charmes durch die Lücke zwischen dem Festen Platz Épinal und dem Festen Platz Toul durchzustossen und so die französische 3. und 4. Armee im Rücken zu fassen scheiterte.
Die folgende Schlacht um den Grand-Couronné (4. bis 12. September 1914) brachte den deutschen Vormarsch endgültig zum Stehen und führte auch hier zum Stellungskrieg.

## Bewertung

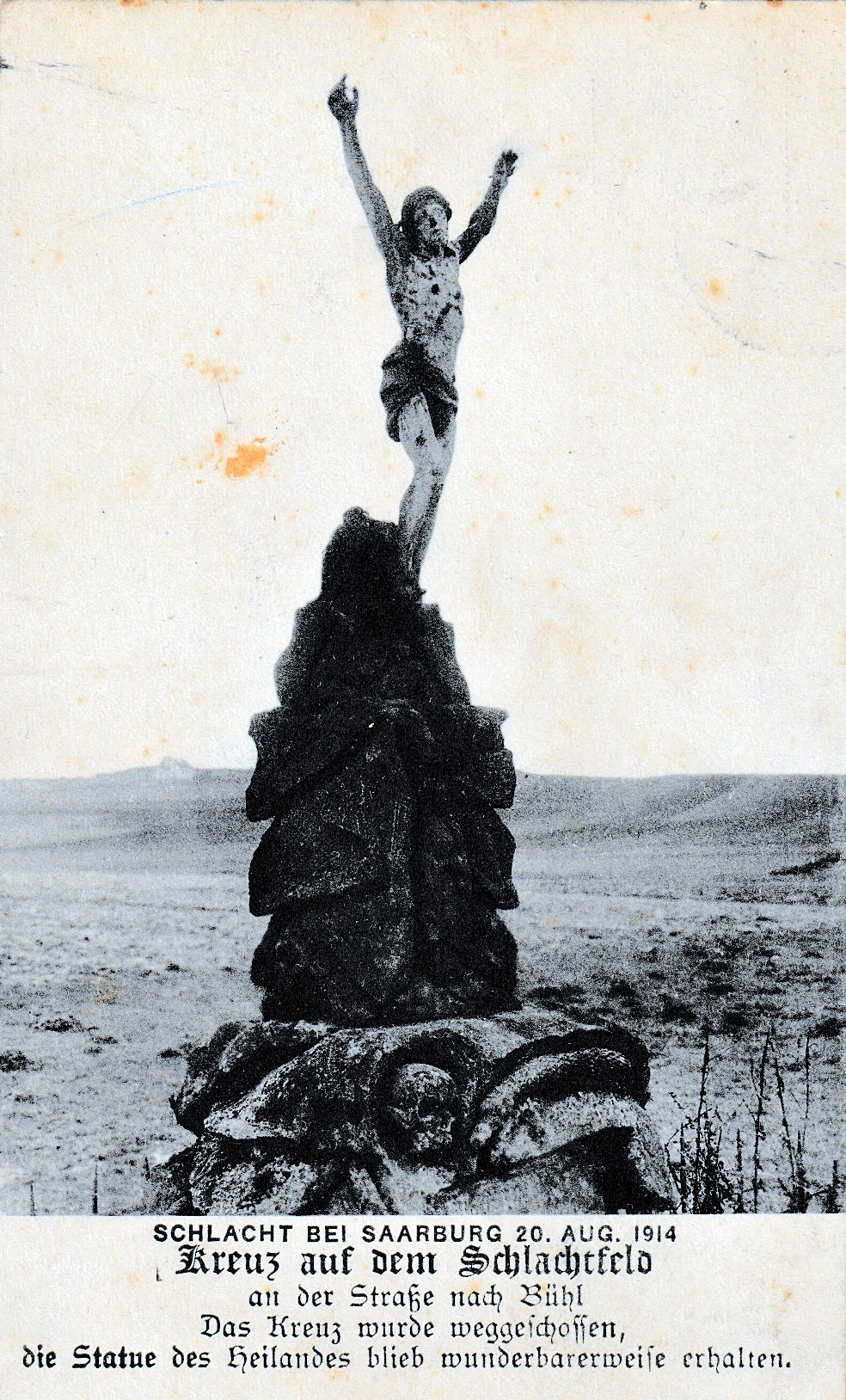
Kreuz von Saarburg, zeitgenössische Postkarte (1915)

Die Schlacht in Lothringen wurde oft als Musterbeispiel für die Überlegenheit des deutschen Soldaten angeführt. Trotz schlechter Führung hätten diese weit überlegene französische Eliteeinheiten in einer Frontalschlacht geschlagen und zum Rückzug gezwungen.
Mehr als die Unbekümmertheit und Furchtlosigkeit der Deutschen dürften andere, greifbarere Faktoren maßgeblich zu diesem zweifelhaften Sieg beigetragen haben. Die französische Feldartillerie besaß zu Beginn des Krieges nur flach schießende Feldkanonen, aber nur wenige Steilfeuergeschütze (Haubitzen), mit denen im Bogenschuss verdeckte Ziele (insbesondere Maschinengewehrnester) bekämpft werden konnten. Diese Geschütze waren, wie auch zahlreiche andere Neuerungen, während der Ära Schlieffen im deutschen Heer eingeführt worden und trugen maßgeblich zur Effizienz der deutschen Armee bei. Nicht zu unterschätzen waren auch die bequemen feldgrauen Uniformen der Deutschen, die sich im Vergleich zu den unbequemen, grell-bunten Uniformen der Franzosen viel weniger deutlich als Ziel ausmachen ließen.
Zudem hatte die französische Führung keine Absicht gezeigt, die Schlacht bis zur Entscheidung durchzukämpfen, sondern bereits in den Mittagsstunden des 20. August den Rückzug befohlen. Tatsächlich war die Schlacht ein taktischer Sieg für die Deutschen, der aber nur dann strategische Bedeutung erlangt hätte, wenn man nach dem Beginn des französischen Rückzuges unverzüglich mindestens eine der beiden Armeen vom linken Flügel des deutschen Heeres abgezogen und dem rechten Flügel, auf dem unweigerlich die Entscheidung fallen musste, nachgeführt hätte. Der Durchbruch durch die Festungslinie musste dagegen scheitern. Tatsächlich genügten ab Ende August geringe französische Deckungskräfte, um zwei starke deutsche Armeen zu neutralisieren. Dies war ein, wenn nicht der entscheidende Faktor für den französischen Sieg in der Schlacht an der Marne.

## Varia
An die zur Schlacht in Lothringen gehörende „Schlacht bei Saarburg“ erinnert bis heute das sogenannte „Kreuz von Saarburg“, ein in Buhl-Lorraine stehendes Flurkreuz, an dem am 20. August 1914 das Kreuz von einer Granate weggeschossen wurde, die Christusfigur aber aufrecht stehen blieb. Es wurde daher zu einem beliebten Postkarten- und Fahnenmotiv.
Der deutsche expressionistische Dichter Alfred Lichtenstein fiel noch vor Veröffentlichung seines Gedichtes Die Schlacht bei Saarburg.

### In deutscher Sprache
- Kronprinz Rupprecht von Bayern: Mein Kriegstagebuch (3 Bde.). Hrsg. von Eugen von Frauenholz. Mittler, Berlin 1929
- Die Schlacht in Lothringen und in den Vogesen 1914: Die Feuertaufe der Bayerischen Armee (2 Bde.) Hrsg. vom Bayerischen Kriegsarchiv, verfasst auf Grund der Kriegsakten von Karl Deuringer, Schick, München 1929.

### In französischer Sprache
- Philippe Orain (Hrsg.): Les champs de bataille Alsace Moselle. Les combats des Vosges, S. 55–133. Guides Touristique Michelin, Boulogne-Billancourt 2013. ISBN 978-2-06-717985-1
- Jacques Didier: Échec à Morhange. Août 1914, la bataille de Lorraine. Ysec, Louviers 2014. ISBN 978-2-84673-195-9
- Jean-Claude Delhez: La Bataille des frontières - Joffre attaque au centre 22-26 août 1914. 2013, ISBN 978-2-71786-588-2